# Drymotoxeres pucheranii
Drymotoxeres pucheranii là một loài chim trong họ Furnariidae.